# 巴洛齊
巴洛齊，是印度古吉拉特邦一個穆斯林團體。
他們是中世紀後期來到這里的俾路支人的後裔，他們常用姓氏為可汗。
在古吉拉特，巴洛齊一般是指卑路支人其中一部落蘇萊曼尼，而巴洛齊人中馬克蘭尼現在則是另一群體。